# Liga Norte de Sonora
La Liga Norte de Sonora, LNS por sus siglas, actualmente Liga Norte de Sonora Amateur o LNSA por sus siglas, es una liga de béisbol que fue profesional y que actualmente tiene carácter amateur, la cual se desarrolla entre los meses de febrero y junio, reservando los meses de julio y agosto para los playoff, la cual ha tenido varias transformaciones en su historia y paros por problemas en su organización, finanzas y estructura.En Sonora adicionalmente a esta liga, están la Liga del Río Sonora, Liga Sierra Baja de Sonora y la Liga Mexicana del Pacífico.

## Antecedente como Liga de Sonora
La Liga Norte de Sonora inició teniendo como base los tradicionales pueblos del norte de Sonora, en los cuales la población tenía como el deporte más jugado, al "rey de los deportes". 
En 1942, se inició el beisbol profesional en Sonora con la Liga de Sonora, con la participación de 4 equipos. Cananea, Hermosillo, Obregón y Empalme pero nomás se jugaron dos series porque había complicaciones pues la Segunda Guerra Mundial estaba en curso.
Se reinician las acciones en 1944 con los "Cheros de Carbó", "Queliteros" de Hermosillo, "Ostioneros" de Guaymas y los "Rieleros de Empalme. Hermosillo quedó en primer lugar con 18-6, Carbó en segundo con 16-8, Empalme 9-13 y Guaymas al último con 3-19 y el campeón bateador fue Enrique Rodríguez de Guaymas.
Entre 1944 y 1949 continuó la liga teniendo como clubes participantes ya, las grandes ciudades del Estado. Fue hasta 1950 cuando la Liga toma su actual nombre de "Norte de Sonora", precisamente con ciudades solo del norte del Estado. Inicialmente la LNS tuvo su primera etapa entre 1944 y 1949 con el nombre de "Liga de Sonora", donde participaban los equipos: "Trigueros" de Ciudad Obregón, "Rieleros" de Empalme, Ostioneros de Guaymas, "Queliteros" de Hermosillo, "Vaqueros" de Carbó, "Internacionales" de Nogales. 
Por otro lado se separaron varios equipos, surgiendo entonces la Liga de la Costa del Pacífico, que luego se transformó hasta llegar a lo que hoy conocemos como Liga Mexicana del Pacífico.

## Etapa de Fortalecimiento
En 1950 la liga tuvo una primera transformación, donde cambiaron el nombre y los equipos participantes. Desde 1950 hasta 2007 se desarrolló sin sobresaltos. Arrancó su primera temporada con el nombre de "Liga Norte de Sonora", donde participaban los equipos del Norte de Sonora, como los Santos de Santa Ana, Rieleros de Benjamín Hill, Internacionales de Nogales, Mineros de Cananea,  Vaqueros de Agua Prieta y los Rojos de Caborca, Tiburones de Puerto Peñasco, Algodoneros de San Luis,  y los Membrilleros de Magdalena, que ha sido el equipo más ganador del circuito son con 10 títulos.
Era considerada de Clase Doble "AA"; gozaba de muy buena reputación, ya que era sido semillero de figuras del béisbol como Edgar González, José Luis Sandoval, Sergio "Kalimán" Robles, Maximino León, Humberto Cota, Fernando Valenzuela, entre muchos otros nombres históricos del béisbol mexicano.
Ha fungido como sucursales y desarrollo para peloteros de los equipos de la Liga Mexicana de Béisbol y de la Liga Mexicana del Pacífico. 

## Liga Norte de México
En 2008 la liga sufrió una segunda transformación y cambió su nombre a Liga Norte de México. Esto porque el circuito dejó de albergar solamente a clubes sonorenses, incluyendo también a clubes de Baja California y Chihuahua.  
La Liga Norte de México 2022 los equipos participantes fueron:   
1. 1. Los Industriales de Otay
2. Bucaneros de Los Cabos.
3. Marineros de Ensenada
4. Delfines de La Paz
5. Freseros de San Quintín
6. Algodoneros de San Luis

## Liga de Béisbol Profesional Norte de Sonora
En el año 2012 los equipos sonorenses y bajacalifornianos tuvieron diferencias, lo que provocó una separación en la liga. Los bajacalifornianos adoptaron el nombre de "Norte de México", fundando la Liga Norte de México y los clubes sonorenses regresaron el nombre de la liga, a "Norte de Sonora". quedando legalmente constituida como la Liga de Béisbol Profesional Norte de Sonora, habiendo operado del 2012 al 2014. 
Para el año 2014 ya se habían puesto de acuerdo ambas ligas, surgiendo la Serie Campeón de Campeones, donde competían  el campeón de Liga Norte de Sonora contra el campeón de Liga Norte de México. Los tres años siguientes, 2015, 2016 y 2017 las temporadas fueron canceladas por problemas financieros, siendo la primera vez que no se organizó una temporada en la zona, desde la temporada inaugural de 1944.

Ubicación geográfica de los equipos en la última temporada con carácter profesional.

## La Liga Norte de Sonora Amateur

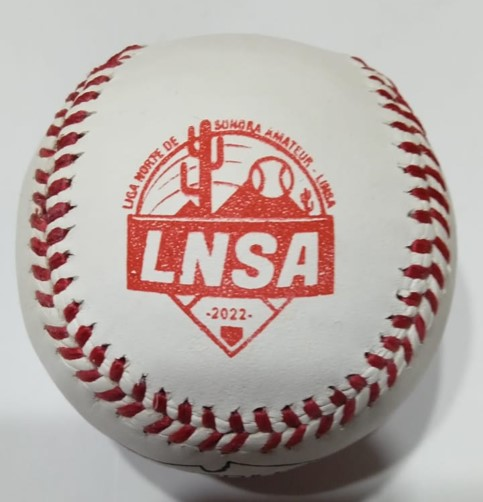
Pelota de la Liga Norte de Sonora Amateur temporada 2022

Los sonorenses no pueden dejar de jugar beisbol. Por ello, desde el 27 de enero del 2018, se reinauguró la liga bajo el nombre de Liga Norte de Sonora Amateur, presidida por Pedro "Pitín" Vázquez, donde sigue vigente hasta el 2022, y participan los equipos:
1. • Rockies de Puerto Peñasco.
2. • Misioneros de Sonoyta.
3. • Mineros de Caborca
4. • Bravos de Pitiquito.
5. • Estrellas de Altar.
6. • Santos de Santa Ana.
7. • Membrilleros de Magdalena.
8. • Internacionales de Nogales.

## Temporada 2023
| Liga Norte de Sonora Amateur 2023 |                           |                         |           |
| Equipo                            | Sede                      | Estadio                 | Capacidad |
| Bravos de Pitiquito               | Pitiquito, Sonora         | Maquino García          | 1,500     |
| Cachorros de Imuris               | Imuris, Sonora            | Municipal               | 1,200     |
| Estrellas de Altar                | Altar, Sonora             | Apolonio Miranda        | 1,200     |
| Internacionales de Nogales        | Nogales, Sonora           | Dr. Alberto Hoeffer     | 5,000     |
| Membrilleros de Magdalena         | Magdalena de Kino, Sonora | Padre Kino              | 3,000     |
| Mineros de Caborca                | Caborca, Sonora           | Héroes de Caborca       | 5,000     |
| Misioneros de Sonoyta             | Sonoyta, Sonora           | Municipal               | 1,250     |
| Rockies de Puerto Peñasco         | Puerto Peñasco, Sonora    | "Francisco León García" | 4,850     |
| Santos de Santa Ana               | Santa Ana, Sonora         | Roberto Moreno          | 3,000     |

## Equipos Desaparecidos
Muchos intentos de fortalecimiento y participación han surgido en las diferentes poblaciones del Estado de Sonora, así como en los Estados vecinos de Baja California, Chihuahua y Sinaloa, buscando participar en la liga. A lo largo de la historia de la misma han existido diversos clubes, que nacen y pronto desaparecen, ingresan y por diversas circunstancias abandonan el circuito. A continuación los clubes que han desaparecido de la LNS:
| Equipo                        |
| Águilas de Mexicali           |
| Algodoneros de San Luis       |
| Azules del Valle de Mexicali  |
| Bravos de Cajeme              |
| Bravos de Magdalena           |
| Bravos de Santa Ana           |
| Búhos de Hermosillo           |
| Café Combate de Hermosillo    |
| Cañeritos de Los Mochis       |
| Cerveceros de Tecate          |
| Delfines de Ensenada          |
| Diablos de Hermosillo         |
| Guasave Béisbol               |
| Indios de Átil                |
| Indios Rojos de Ciudad Juárez |
| Marineros de Ensenada         |
| Metros de Tijuana             |
| Mineros de Cananea            |
| Naranjeritos de Hermosillo    |
| Navegantes de la Bahía        |
| Ostioneritos de Guaymas       |
| Ostioneros de Guaymas         |
| Ponys de Tijuana              |
| Potros de Pitiquito           |
| Queliteros de Hermosillo      |
| Rieleros de Benjamín Hill     |
| Rieleros de Empalme           |
| Rojos de Caborca              |
| Tiburones de Puerto Peñasco   |
| Tigres de Ensenada            |
| Truenos de Tijuana            |
| Yankees de Tijuana            |
| Yaquecitos de Ciudad Obregón  |
| Trigueros de Ciudad Obregón   |
| Vaqueros de Agua Prieta       |
| Vaqueros de Carbó             |

## Campeones de la Liga Sonora
Los primeros campeones de la liga bajo su primer nombre se muestran en la tabla de enseguida:
| Temporada | Equipo Campeón              | Serie                    | Equipo Subcampeón           |                          |
| 1944      | Queliteros de Hermosillo    | *                        | Vaqueros de Carbó           |                          |
| 1945      | Ostioneros de Guaymas       | *                        | Rieleros de Empalme         |                          |
| 1946      | Ostioneros de Guaymas       | *                        | Queliteros de Hermosillo    |                          |
| 1947      | Internacionales de Nogales  | *                        | Trigueros de Ciudad Obregón |                          |
| 1948      | Trigueros de Ciudad Obregón | 2-0                      | Internacionales de Nogales  |                          |
| 1949-50   | Temporadas no concluidas    | Temporadas no concluidas | Temporadas no concluidas    | Temporadas no concluidas |

Nota: El (*) significa que el campeón se definió por la primera posición al final de temporada.

## Campeones de la Liga Norte de Sonora
A continuación se muestra la tabla de campeones desde 1956 a 2007:
| Temporada | Equipo Campeón               | Serie     | Equipo Subcampeón           |           |
| 1956      | Membrilleros de Magdalena    | *         | Rieleros de Benjamín Hill   |           |
| 1957      | Sin datos                    | Sin datos | Sin datos                   | Sin datos |
| 1958      | Santos de Santa Ana          | *         |                             |           |
| 1959      | Membrilleros de Magdalena    | *         |                             |           |
| 1960      | Santos de Santa Ana          | *         |                             |           |
| 1961      | Membrilleros de Magdalena    | *         |                             |           |
| 1962-63   | Sin datos                    | Sin datos | Sin datos                   | Sin datos |
| 1964      | Membrilleros de Magdalena    | *         |                             |           |
| 1965      | Internacionales de Nogales   | *         | Vaqueros de Agua Prieta     |           |
| 1966      | Rojos de Caborca             | *         | Vaqueros de Agua Prieta     |           |
| 1967      | Membrilleros de Magdalena    | *         | Rojos de Caborca            |           |
| 1968      | Tigres de Ensenada           | *         | Internacionales de Nogales  |           |
| 1969      | Internacionales de Nogales   | *         | Algodoneros de San Luis     |           |
| 1970      | Membrilleros de Magdalena    | *         | Internacionales de Nogales  |           |
| 1971      | Águilas de Mexicali          | 4-2       | Tigres de Ensenada          |           |
| 1972-73   | Sin datos                    | Sin datos | Sin datos                   | Sin datos |
| 1974      | Tiburones de Puerto Peñasco  |           | Mineros de Cananea          |           |
| 1975      | Rojos de Caborca             |           | Tiburones de Puerto Peñasco |           |
| 1976      | Yaquecitos de Ciudad Obregón | 4-3       | Cañeritos de Los Mochis     |           |
| 1977      | Sin datos                    | Sin datos | Sin datos                   | Sin datos |
| 1978      | Tiburones de Puerto Peñasco  |           | Algodoneros de San Luis     |           |
| 1979      | Tiburones de Puerto Peñasco  |           | Membrilleros de Magdalena   |           |
| 1980      | Membrilleros de Magdalena    |           |                             |           |
| 1981      | Membrilleros de Magdalena    |           |                             |           |
| 1982      | Mineros de Cananea           | 4-0       | Rojos de Caborca            |           |
| 1983      | Delfines de Ensenada         |           | Internacionales de Nogales  |           |
| 1984      | Delfines de Ensenada         |           | Yankees de Tijuana          |           |
| 1985      | Metros de Tijuana            |           | Delfines de Ensenada        |           |
| 1986-87   | Sin datos                    | Sin datos | Sin datos                   | Sin datos |
| 1988      | Algodoneros de San Luis      |           |                             |           |
| 1989      | Membrilleros de Magdalena    |           |                             |           |
| 1990-93   | Sin datos                    | Sin datos | Sin datos                   | Sin datos |
| 1994      | Potros de Pitiquito          |           |                             |           |
| 1995      | Potros de Pitiquito          |           |                             |           |
| 1996      | Indios de Átil               |           |                             |           |
| 1997      | Indios de Átil               |           |                             |           |
| 1998      | Potros de Pitiquito          |           |                             |           |
| 1999      | Membrilleros de Magdalena    | 4-3       | Indios de Átil              |           |
| 2000      | Algodoneros de San Luis      | 4-3       | Misioneros de Sonoyta       |           |
| 2001      | Misioneros de Sonoyta        | 4-2       | Algodoneros de San Luis     |           |
| 2002      | Algodoneros de San Luis      | 4-2       | Vaqueros de Agua Prieta     |           |
| 2003      | Algodoneros de San Luis      | 4-2       | Vaqueros de Agua Prieta     |           |
| 2004      | Rojos de Caborca             | 4-2       | Vaqueros de Agua Prieta     |           |
| 2005      | Membrilleros de Magdalena    | 4-3       | Rojos de Caborca            |           |
| 2006      | Vaqueros de Agua Prieta      | 4-0       | Misioneros de Sonoyta       |           |
| 2007      | Vaqueros de Agua Prieta      | 4-1       | Membrilleros de Magdalena   |           |

## Campeones de la Liga Norte de México
A continuación se muestra la tabla de campeones de 2008 a 2011, cuando por un corto lapso se denominó como Liga Norte de México:
| Temporada | Equipo Campeón          | Serie | Equipo Subcampeón       |
| 2008      | Vaqueros de Agua Prieta | 4-1   | Marineros de Ensenada   |
| 2009      | Ostioneros de Guaymas   | 4-1   | Vaqueros de Agua Prieta |
| 2010      | Marineros de Ensenada   | 4-1   | Ostioneros de Guaymas   |
| 2011      | Rojos de Caborca        | 4-3   | Marineros de Ensenada   |

## Campeones de la Liga de Béisbol Profesional Norte de Sonora[21]
A continuación se muestra la tabla de campeones desde 2012 a 2014:
| Temporada | Equipo Campeón              | Serie                 | Equipo Subcampeón     |                       |
| 2012      | Vaqueros de Agua Prieta     | 4-3                   | Rojos de Caborca      |                       |
| 2013      | Tiburones de Puerto Peñasco | 4-3(FF)               | Rojos de Caborca      |                       |
| 2014      | Diablos de Hermosillo       | 4-0                   | Rojos de Caborca      |                       |
| 2015-18   | Temporadas Canceladas       | Temporadas Canceladas | Temporadas Canceladas | Temporadas Canceladas |

FF  El séptimo juego no se pudo desarrollar, ya que en Puerto Peñasco la afición caborquense solicitaba más boletos de los ya solicitados para su afición que realizó el viaje desde Caborca; el boletaje ya estaba agotado, un gran número de aficionados caborquenses no pudo entrar al estadio, por lo tanto la directiva de Rojos decidió que el equipo no saliera al campo de juego, quedando campeón Tiburones por Forfeit.
Nota 1: El (*) significa que el campeón se definió por la primera posición al final de temporada.
Nota 2: Cuadro incompleto.

## Campeones de la Liga Norte de Sonora Amateur
A continuación se muestra la tabla de campeones desde la temporada 2019 a la actualidad:
| Temporada | Equipo Campeón                                 | Serie                                          | Equipo Subcampeón                              |                                                |
| 2019      | Rockies de Puerto Peñasco                      | 4-1                                            | Bravos de Pitiquito                            |                                                |
| 2020-21   | Temporadas Canceladas por la pandemia Covid-19 | Temporadas Canceladas por la pandemia Covid-19 | Temporadas Canceladas por la pandemia Covid-19 | Temporadas Canceladas por la pandemia Covid-19 |
| 2022      | Mineros de Caborca                             | 4-2                                            | Bravos de Pitiquito                            |                                                |
| 2023      | Internacionales de Nogales                     | 4-0                                            | Rockies de Puerto Peñasco                      |                                                |
| 2024      | Rockies de Puerto Peñasco                      | 4-0                                            | Membrilleros de Magdalena                      |                                                |

## Campeonatos por Club
| Equipo                       | Títulos | Subtítulos | Años de Campeonato                                               |
| ---------------------------- | ------- | ---------- | ---------------------------------------------------------------- |
| Membrilleros de Magdalena    | 11      | 3          | 1956, 1959, 1961, 1964, 1967, 1970, 1980, 1981, 1989, 1999, 2005 |
| Rojos de Caborca             | 4       | 6          | 1966, 1975, 2004, 2011                                           |
| Vaqueros de Agua Prieta      | 4       | 6          | 2006, 2007, 2008, 2012                                           |
| Internacionales de Nogales   | 4       | 4          | 1947, 1965, 1969, 2023                                           |
| Algodoneros de San Luis      | 4       | 3          | 1988, 2000, 2002, 2003                                           |
| Tiburones de Puerto Peñasco  | 4       | 1          | 1974, 1978, 1979, 2013                                           |
| Ostioneros de Guaymas        | 3       | 1          | 1945, 1946, 2009                                                 |
| Potros de Pitiquito          | 3       | 0          | 1994, 1995, 1998                                                 |
| Delfines de Ensenada         | 2       | 1          | 1983, 1984                                                       |
| Indios de Átil               | 2       | 1          | 1996, 1997                                                       |
| Rockies de Puerto Peñasco    | 2       | 1          | 2019, 2024                                                       |
| Santos de Santa Ana          | 2       | 0          | 1958, 1960                                                       |
| Misioneros de Sonoyta        | 1       | 2          | 2001                                                             |
| Marineros de Ensenada        | 1       | 2          | 2010                                                             |
| Queliteros de Hermosillo     | 1       | 1          | 1944                                                             |
| Trigueros de Ciudad Obregón  | 1       | 1          | 1948                                                             |
| Tigres de Ensenada           | 1       | 1          | 1968                                                             |
| Mineros de Cananea           | 1       | 1          | 1982                                                             |
| Águilas de Mexicali          | 1       | 0          | 1971                                                             |
| Yaquecitos de Ciudad Obregón | 1       | 0          | 1976                                                             |
| Metros de Tijuana            | 1       | 0          | 1985                                                             |
| Diablos de Hermosillo        | 1       | 0          | 2014                                                             |
| Mineros de Caborca           | 1       | 0          | 2022                                                             |
| Bravos de Pitiquito          | 0       | 2          |                                                                  |
| Vaqueros de Carbó            | 0       | 1          |                                                                  |
| Rieleros de Empalme          | 0       | 1          |                                                                  |
| Rieleros de Benjamín Hill    | 0       | 1          |                                                                  |
| Cañeritos de Los Mochis      | 0       | 1          |                                                                  |
| Yankees de Tijuana           | 0       | 1          |                                                                  |

## Campeones de la Serie Campeón de Campeones
A partir de la Temporada 2014 se creó una Serie que reúne a los campeones de las Ligas "Norte de México" y "Norte de Sonora".
El primer campeón de dicha serie fue Diablos de Hermosillo. A continuación se muestran los equipos de LNS campeones de la Serie:
| Año  | Campeón               | Mánager            |
| ---- | --------------------- | ------------------ |
| 2014 | Diablos de Hermosillo | José Luis Sandoval |

### Campeonatos por club en Serie Campeón de Campeones
| Equipo                | Cantidad | Años |
| --------------------- | -------- | ---- |
| Diablos de Hermosillo | 1        | 2014 |